# Gisela Queck

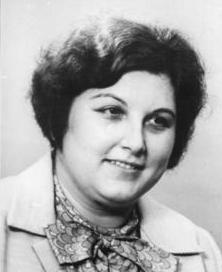
Gisela Queck (1969)

Gisela Queck  (* 10. Mai 1933 in Berlin) ist eine ehemalige deutsche Funktionärin der DDR-Blockpartei NDPD und DFD-Funktionärin. Sie war von 1969 bis 1990 stellvertretende Vorsitzende des Bundesvorstandes des DFD in der DDR.

## Leben
Gisela Queck, gebürtige Berlinerin, besuchte die Schule in Halle (Saale) bis zum Abitur.1951. Sie studierte Wirtschaftswissenschaften an der Humboldt-Universität zu Berlin mit dem Abschluss als Diplom-Wirtschaftlerin. Nach dem Examen arbeitete sie als Betriebsassistentin in einem Hallenser Textilwarengroßhandel und anschließend als Handelsleiterin und stellvertretende Direktorin des Großhandelskontors in Altenburg. Von 1959 bis 1963 war sie als wissenschaftliche  Assistentin an der Martin-Luther-Universität Halle-Wittenberg tätig.
Sie wurde Mitglied des Demokratischen Frauenbundes Deutschlands (DFD) und der National-Demokratischen Partei Deutschlands (NDPD). Auf dem 8. Parteitag der NDPD im Mai 1963 wurde sie erstmals in den Hauptausschuss der Partei gewählt, dem sie bis 1990 angehörte.
Im Oktober 1963 erfolgte ihre Wahl zur Abgeordneten des Bezirkstages Neubrandenburg. Bei der Neubildung des Rates des Bezirkes im November 1963 wurde sie stellvertretende Vorsitzende Rates des Bezirkes Neubrandenburg für Handel und Versorgung und war somit die einzige stellvertretende Bezirksratsvorsitzende in der DDR, die für das Sachgebiet Handel und Versorgung zuständig war. In der Folgezeit war sie vom 12. November 1975 bis Juli 1981 Mitglied des Rates des Bezirkes Neubrandenburg für örtliche Versorgungswirtschaft (ÖVW), dann bis 1986 für Erholungswesen und zuletzt erneut von 1986 bis 1990 für ÖVW.
Gisela Queck wurde im Juni 1969 auf dem 2. Frauenkongress der DDR Mitglied des DFD-Bundesvorstandes, des DFD-Präsidiums und stellvertretende DFD-Vorsitzende und übte diese Funktionen bis 1990 aus. Sie war ab 1969 auch Mitglied des Rates, später des Sekretariats des Rates der Internationalen Demokratischen Frauenföderation (IDFF).
Im Mai 1986 wurde sie zum sechsten Mal in den Bezirkstag Neubrandenburg gewählt und gehörte ihm bis zur Auflösung im Jahr 1990 an.

## Auszeichnungen
- 1964 Verdienstmedaille der DDR
- 1969 Vaterländischer Verdienstorden in Bronze
- 1975 Clara-Zetkin-Medaille
- 1988 Orden „Stern der Völkerfreundschaft“ in Silber